# گنج تپه سدران
گنج تپه سدران مربوط به هزاره ۱ (پیش از میلاد) است و در شهرستان اسدآباد، بخش مرکزی، روستای حسین‌آباد واقع شده و این اثر در تاریخ ۱۰ بهمن ۱۳۸۳ با شمارهٔ ثبت ۱۱۳۶۱ به‌عنوان یکی از آثار ملی ایران به ثبت رسیده است.